# Umbar Pada Nandade
Umbar Pada Nandade là một thị trấn thống kê (census town) của quận Thane thuộc bang Maharashtra, Ấn Độ.

## Nhân khẩu
Theo điều tra dân số năm 2001 của Ấn Độ, Umbar Pada Nandade có dân số 5689 người. Phái nam chiếm 53% tổng số dân và phái nữ chiếm 47%. Umbar Pada Nandade có tỷ lệ 73% biết đọc biết viết, cao hơn tỷ lệ trung bình toàn quốc là 59,5%: tỷ lệ cho phái nam là 79%, và tỷ lệ cho phái nữ là 67%. Tại Umbar Pada Nandade, 13% dân số nhỏ hơn 6 tuổi.